# Rudolf Geyr von Schweppenburg
Johann Rudolf Adolf Anton Friedrich Reichsfreiherr Geyr von Schweppenburg (* 24. Juni 1832 in Rath; † 19. Oktober 1907 in Haus Caen) war ein deutscher Rittergutsbesitzer und Politiker aus der Adelsfamilie Geyr von Schweppenburg.

## Leben
Geyr von Schweppenburg war der Sohn des Rittergutsbesitzers auf Gut Rath Maximilian Josef Geyr von Schweppenburg (* 24. Februar 1799 in Köln; † 18. Juli 1887 ebenda) und dessen Ehefrau Franziska geborene Gräfin von Bylandt (* 10. Oktober 1807 in Niederkrüchten; † 21. Mai 1869 in Rath). Er war katholisch und heiratete am 26. Mai 1868 Emerentia Ruys de Nieuwenbroeck (* 22. September 1844 in Ingenraedt; † 3. März 1928 in Haus Caen), die Tochter von Constantin Ruys de Nieuwenbroeck.
Geyr von Schweppenburg war Rittergutsbesitzer. Nach dem Tod von Carl Ludwig von Varo am 14. September 1876 wurde er dessen Universalerbe. Zum Erbe gehörte auch das landtagsfähige Haus Caen. 1876 kamen noch die Güter Vlaßrath und Holtheide hinzu, 1899 noch Eyll und Ingenraedt hinzu.
Der 10-jährige Besitz eines landtagsfähigen Gutes berechtigte zur Wahl im Stand der Ritterschaft. Per Kabinettsorder wurde er aber von dieser 10-jährigen Haltefrist befreit und wurde 1877 als stellvertretender Abgeordneter des Provinziallandtags der Rheinprovinz gewählt. 1879 wurde er als Stellvertreter einberufen und nahm an den Landtagsberatungen teil. Von 1883 bis 1888 war er dann regulärer Abgeordneter im Provinziallandtag.